# Copestylum pinkusi
Copestylum pinkusi är en tvåvingeart som först beskrevs av Charles Howard Curran 1938.  Copestylum pinkusi ingår i släktet Copestylum och familjen blomflugor. Inga underarter finns listade i Catalogue of Life.